# Нуэво-Касас-Грандес
Нуэво-Касас-Грандес (исп. Nuevo Casas Grandes) — город в Мексике, штат Чиуауа, входит в состав одноимённого муниципалитета и является его административным центром. Численность населения, по данным переписи 2010 года, составила 55 553 человека.

## Общие сведения
Название Nuevo Casas Grandes с испанского языка можно перевести как новые большие дома. Большими домами Франсиско де Ибарра назвал пирамиды в расположенном неподалёку городе индейцев Пакиме.
Поселение было основано в 1879 году как рабочий посёлок при строительстве железной дороги